# Voyages d’amour – Potovanja ljubezni
Voyages d’amour – Potovanja ljubezni je večjezična zbirka poezije in kratke proze v francoščini, slovenščini, italijanščini, španščini in srbohrvaščini poezije  koroškoslovenskega avtorja Bojana-Ilije Schnabla. Izšla je v  Ključu v Kantonu 1 v Bosni in Hercegovini.

## Vsebina
Besedila so nastala v Bosni in Hercegovini med letoma 2002 in 2007, in so odziv na zadnjo vojno na Balkanu. V manjšem delu gre za angažirano protivojno literaturo (poglavje Bela polja – Champs de pleurs – Bijela polja – Бијела полја).
Zbirka je zgrajena po vzorcu dramaturgije klasičnega francoskega gledališča (glej francoska književnost). Uvodna poglavja so iz lahkotnih uvodnih pesmih (Rêves d’amour – Sanje ljubezni – Sogni d’amore in L’amour toujours). Sledijo jim pesmi o umetnikih, umetniških tokovih in slikarskih delih (Rencontres sublimes – Ljubezni polna srečanja) El Greca, o pointilizmu, Cézannu, dadaizmu, surrealizmu, Juanu Grisu, Miroju, Paulu Kleeju, Matissu, Pietu Mondrianu, Díazu Caneji, Andyju Warholu, Yvesu Kleinu, Alexandru Calderju in o muzeju Guggenheim v New Yorku). Pesmi z baročnim spleenom oz. pridihom  lokalnih idil so v intimističnem poglavju Bukovniške ljubezni – Amours bucoliques (Fragonard, Tomanovina, Morčev Jozi) ter v poglavju Saison d’amour – Stagioni d’amore – Letni časi ljubezni. Poglavje o delih svetovne dediščine se bere kot literarni epos UNESCOvemu seznamu (Voyages  d’amour – Potovanja ljubezni: poetični emocionalni opis Fountains Abbey, francoskih formalnih baročnih vrtov, Vaux-le-Vicomte, Sainte Chapelle, Avenue de Breteuil v Parizu, Guggenheim v Bilbau, Strunjan, Pula, Pola, Pulj, Miramare v Trstu idr.).
Žalostne ljubezenske pesmi  (Tristes murmures – Spomini otožnosti) v naslednjem razdelku ublažijo lahkotne pesmi v slogu francoskega simbolizma iz poglavja Douceurs intimes (Alexandrin).
Dramaturški vrhunec zbirke so sledeča tri poglavja. Prvo govori o vprašanjih identitete, ki je lahko tako koroškoslovenska kot bosansko-hercegovska tema Identités plurielles – Univerzalna ljubezen (Interactions, 1 + 1 font 1 et 2 x 1 l'infini, Identités plurielles, Amour exclusif, Univerzalna ljubezen). Drugo je apokalipsa  vsakdanjega gorja v poglavju Bela polja – Champs de pleurs – Bijela polja – Бијела полја, kjer so povezane zgodovinske izkušnje (v akrostihonu Guernica) in izkušnje minskih polj in vasi ter mest v ruševinah povojne Bosne in Hercegovine (Terre, territoire, Bijela polja – Бијела полја, Territorio I, Territorio II, Poskus pesmi ali dveh, Mine, Pozor! Mine!, Stara koruza, Most, Peu à peu) . Filozofski in človeški obup pa pride v pesmih tretjega osrednjega poglavja pod naslovom Mon Coeur et mon âme – Z dušo in srcem do izraza (Comment comprendre?, Que de langues, Adieu, Slovo, Amore perduto, Le Vide absolu, Univers de la Création).
Zadnje poglavje (Retour au rêve d'amour – Resnične sanje) ter naslednja prozna besedila, francoska pravljica Les Tulipes et le magnolia ter španska El Sauce llorón y la golondrina, se zopet navezujejo na koroškoslovenske idile.
S svojo petjezično zasnovo je zbirka evropska in internacionalna, hkrati pa zakoreninjena v lokalni identiteti. Nekatere pesmi so bile ponatisneje v dunajski francoski reviji Le Monde des Anciens. Nadaljevanje te knjige je Schnablova zbirka francoskih pesmi o notranjem dialogu s slikami velikih mojstrov, umetnostnimi strujami (dadaizem, surealizem) ter o mojstrovinah pokrajinske arhitekture iz leta 2015.